# 홍종우
홍종우(洪鍾宇, 1850년 11월 17일 ~ 1913년)는 조선의 문신이며 대한제국의 근왕주의파 정치인이다. 조선 최초의 프랑스 유학생이다. 1894년 중국 상하이에서 급진 개화파의 거두인 김옥균을 저격하여 암살했다.
그 뒤 과거에 급제하여 출사하였으며, 황국협회의 회원으로 개화파와 독립협회의 활동을 탄압하였으며, 이승만을 체포하여 재판하기도 했다. 황국협회에 섰던 인물로 수구파로 알려졌으나 그는 본래 개화파였다. 자는 성숙(聲肅), 호는 우정(羽亭), 본관은 남양(南陽)이다. 가선대부 의정부참찬에 추증된 홍재원(洪在源)의 아들이다.

## 생애

### 생애 초반

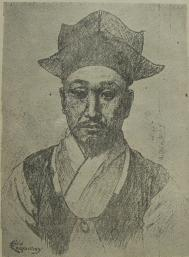
홍종우 초상화

#### 불우한 인생
남양홍씨 남양군파 32세손으로 할아버지는 홍치섭(洪致燮)이고, 아버지는 의정부참찬에 추증된 홍재원(洪在源)이며, 어머니는 전주이씨의 외아들로 경기도 안산군에서 태어났으며, 전국을 떠돌다 고금도에서 어린 시절을 보냈다고 기록돼 있다. 황현의 매천야록에 따르면 '홍종우는 어린시절에 고금도에서 불우하게 지내왔다.'라고 기록돼 있다. 한때 그는 '고금도에서 쑥물을 버리는것도 아까워했을만큼 가난하고 어렵게 살아왔다.'라고 대한제국 비서원일기에서도 기록되어 있다. 또, 전라도의 화전민과 함께 살았었다는 이야기도 있다.

### 청년기

#### 프랑스 유학
1886년 모친상을 당한 후 일본으로 건너가 아사히 신문사에서 식자공으로 일하면서 프랑스어와 일본어 등을 익혔다. 국제 신문 등을 접하며 해외에 대한 식견도 더 넓혀갔다. 2년여 간 일본에서 일해 배삯을 모았다. 홍종우는 프랑스에 최초로 유학한 조선인이다.
일본에서 자금을 모은 그는 자기 스스로 비용부담하여 프랑스 파리로 유학을 떠난다.(1890년) 1890년 마르세이유에 도착하였다. 당시 40세의 중년 유학생 홍종우는 프랑스 유학기간동안 열강 제국주의 세력들의 본질에 대해 알기 시작하였고, 기메박물관(프랑스 국립기메동양박물관, Musée national des Arts asiatiques-Guimet) 등에서 일하면서 《춘향전》, 《심청전》, 《직성행년편람》을 프랑스어로 번역하였다. 또한 그 박물관에서 처음 설립된 한국 문화 전시실을 만드는 데 큰 역할을 하였다.(→대한민국-프랑스 관계) 김옥균이 일본 망명 시절, 단발을 하고 이와타 슈사쿠로 개명한데 반해 홍종우는 파리 체류 시절 늘 한복을 입고 다녔다. 김옥균은 일본을 조선의 나아갈 모델로 보고 일본의 도움을 받아서 근대화를 추진하려고 했었으나, 홍종우는 서구 문명을 익히면서도 그 속에 숨겨진 제국주의의 야심을 경계했다.

#### 도일과 김옥균 암살

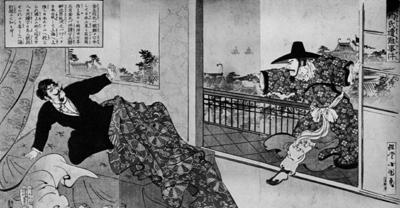
김옥균 암살 당시 일본의 어느 신문사에 실린 기사와 삽화

바로 그런 성향으로 홍종우는 갑신정변으로 자신의 일족을 섬멸하려한 김옥균 등 급진개화파에 대한 응징의 기회를 노리고 있던 민영소의 측근인 이일직의 눈에 띄게 되었고, 그는 일본 정한론의 구체적인 이행을 추구하는 겐요사 창설자 도야마 미쓰루의 후견과 영향 하에 있는 김옥균이 조선의 독립 근대화에 심각한 악영향을 끼치고 있음을 보고 민영소는 홍종우로 하여금 김옥균을 암살하도록 교사하였다.

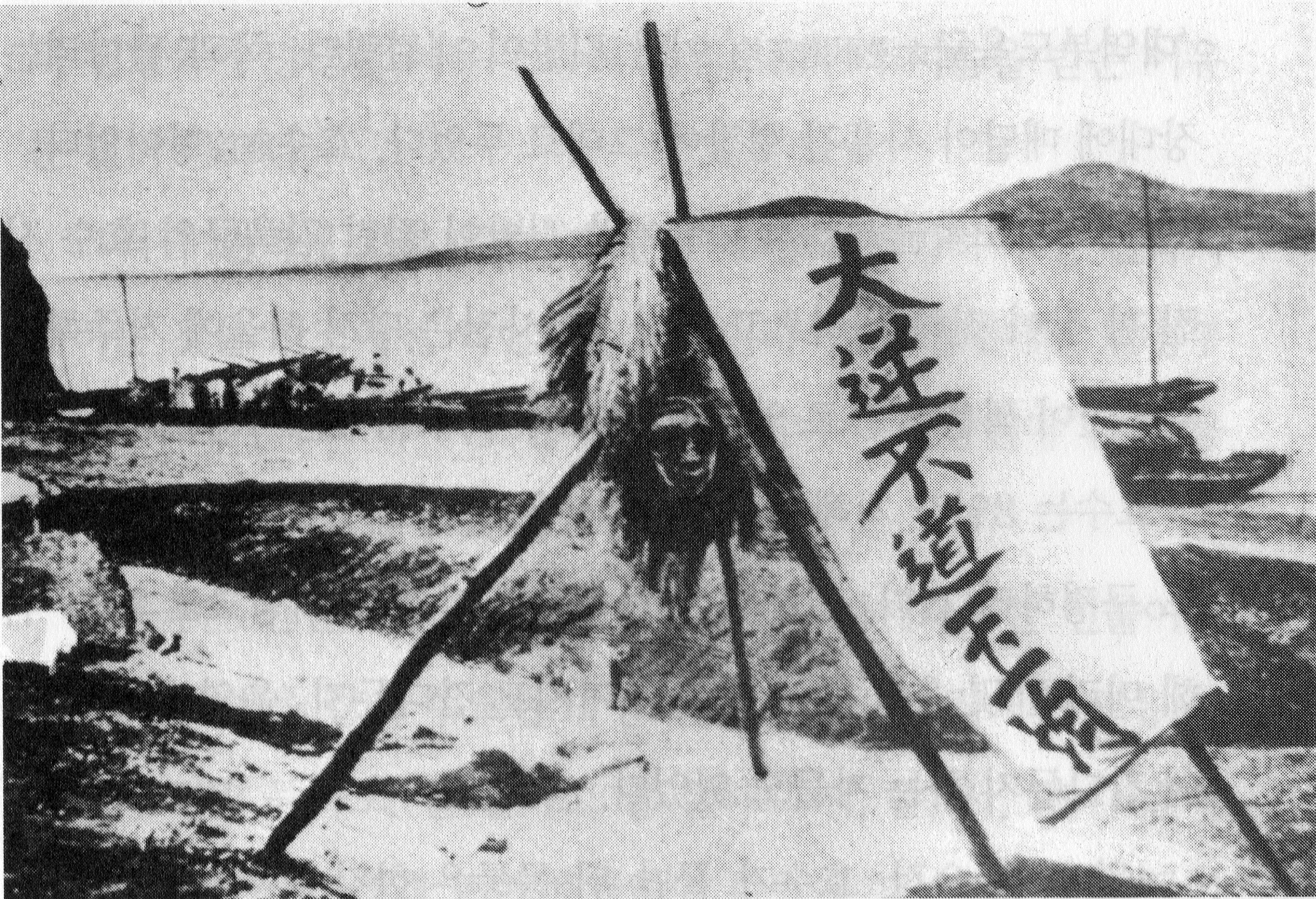
효수되어 양화진에 내걸린 김옥균의 수급

홍종우가 김옥균에게 접근한 방법은 간단했다. 먼저 청의 외교부 협조를 받아, 당시 이홍장 휘하의 조선 주재 청국 공사 원세개(위안 스카이)가 '동양 평화를 함께 논의하고 싶다'며 김옥균을 청으로 초청한다는 서한을 김옥균에게만 띄우게 한다. 그러면서 홍종우를 동반자로 추천했다. 홍종우는 김옥균의 호감을 미리 사두고 있었다. 그의 프랑스 요리 솜씨는 어찌나 기가 막혔던지 김옥균 본인은 물론 그의 일본 친구들 입맛까지 당길 정도였다. 개화파 성향에 프랑스 유학까지 갔다 왔다는 사기성이 가득한 이력등 으로 홍종우는 김옥균의 의심을 사지 않을만큼 여러모로 권모술수에 능한 인물이었던 것이다. 그는 김옥균의 중국여행에 동행, 이듬해 상하이에 있는 호텔 뚱허양행(東和洋行)에서 리볼버권총으로 김옥균을 저격, 암살하였다.
김옥균은 홍종우를 완전히 자기 사람으로 생각했다. 홍종우는 그만큼 암살 의도를 철저히 숨기고 위장 접근에 완벽하게 성공했다.

### 정치 활동

#### 석방과 귀국
곧 이어 청나라관원 경찰에 체포, 구금되는 형식적인 모양새를 취한 후, 미리 홍종우의 신상 처리를 청과 조율하고 있던 조선의 '석방 교섭'으로 풀려나, 조선으로 귀국하였다.
조선으로 돌아왔을 때 그는 수구파 대신들로부터 환희와 환대를 받았지만, 홍종우 자신은 '소생의 본뜻은 여러분들 개인의 적을 토멸한 것이 아닙니다. 단지, 그는 국가의 공적이기 때문입니다.'라며 수구파들의 환대와 환희를 단호하게 거절하는 모양새도 취한다. 홍종우가 돌아오자 고종이 버선발로 뛰어나와 맞았다는 일화가 있을 정도였다. 1894년 홍종우의 '거사'에 당시 조정이 은밀히 개입하고 있었음을 암시해주는 대목이다. 그 후, '특채'차원이라고 해석이 가능한 바 식년문과에 병과로 급제, 교리(校理)가 되었으며, 고종의 총애를 받으며 신임을 얻어 요직에 올랐다.

#### 근왕주의 정치 활동
1898년 독립협회가 만민공동회(萬民共同會)를 개최하며 중추원 관제 개편과 귀족 중심의 상원 설립을 주장하자 평민 중심의 하원 설립을 요구했으며 독립협회의 외세 의존적인 논조를 공격하여 외세로부터 완전한 독립을 주장하였다 , 그는 이기동(李基東), 길영수(吉泳洙) 등과 함께 황국협회를 조직, 보부상을 동원하여 독립협회의 활동을 방해하였다. 특히 서재필, 윤치호등의 친외세적 기회주의를 공격하여 조선 자체로서의 산업발전과 자력자강의 길을 모색했다. 또한 역모죄로 체포한 개화파 인사들을 재판하는데 그 중에는 이승만이 있었다. 홍종우는 감리사로 이승만사건의 재판을 맡는다. 처음에 그는 이승만에게 사형을 구형하였으나 형을 감하여 종신형에 태형 100대를 선고하였다.
홍종우는 근왕파의 한사람으로 활동하며 황제권을 절대화하는 작업에 착수하였고 하원의 설립을 통해 제한적 입헌군주제를 모색했으나 시대착오적이고 외세의존적 공화제 계획을 사전에 차단 분쇄하였으며 만민공동회와 친일적인 독립협회의 활동을 감시하였다. 그리고 대한제국의 주요 법규들을 모아 '법규류편 속일'을 편찬, 발간하였다. 이는 주요 법규에 대한 안내와 법규 해설집으로 활용되었다.
그는 황국협회의 주요한 인물이었다는점 때문에 수구파인사로 평가받고 있지만, 실제로 그는 외세의존적인 개화파와는 달리 근황주의를 강조하는 자주적 개화파 인사였다. 그는 수차례 '외국군대 철수'와 '방곡령 실시', '상공업 육성책', '외국공사의 내정간섭 반대' 등을 주장하였고, 대한제국 황제 고종한테 이러한 주장의 내용인 상소를 11 차례 올리곤 했다.

### 최후
그러나, 1900년대 되면서 대한제국내에서는 일본제국의 영향력이 점점 커져가자, 홍종우는 점차 한직으로 밀려나게 된다. 일본제국의 시각에서는 '홍종우는 김옥균을 암살한 자'라고 낙인찍혔기 때문에 결코 홍종우를 놔둘 수 없었기 때문이었다. 1903년(광무 8년)에 친일 관리세력들이 본격적으로 득세를 하면서 홍종우는 주요 관직에서 밀려나 제주도 목사로 좌천되었고, 이 마저도 얼마 못 가 결국 제주도 목사 관직마저 사임하고 낙향하였다. 그가 상하이에서 김옥균을 암살한 장본인이라는 것이 조선 사회에 알려지면서 그는 살인자라는 비난에 직면하였다. 그러나 그는 태연히 자신의 거사를 정의와 애국심에 의한 것이라고 항변하였다.
| “ | 김옥균은 우리나라의 재상으로 대역부도한 사건에 연루되어 몇 백 명을 죽였다. 그런데 그는 일본으로 도피해 이름까지 바꿨다. 나는 김옥균을 죽여 왕의 마음을 편하게 해드린 것이다. | ” |

일본은 일본화와 일본 사회에 비교적 우호적이었던 김옥균을 위인으로 추켜세우고, 그를 암살한 홍종우를 테러리스트로 매장했다. 그 이후 홍종우의 말년에 관한 기록은 알려진바가 없다. 일설에는 이리저리 떠돌아다니면서 어렵게 살아갔다고 하지만 자세한 행적이나 기록이 없다. 홍종우는 일본제국의 대한제국 병합 이후인 1913년에 죽었다. 이도 확인된 바는 없으며 1905년 이후의 행적은 제한적으로 일본 관헌의 기록에 남아 있느나 그도 믿을 바는 안된다. 오히려 1906년 이용익의 유럽행에 동행하여 1906년에 예정됐던 헤이그 만국 평화회의에 역할을 했을 것으로 여겨진다. 이용익의 여권이 프랑스 영사관에서 발행한 프랑스 여권이었고 1907년 이용익의 사망 이후에 홍종우의 행적이 제한적이나마 파악된다. 1909년 블라디보스톡으로의 이주를 계획했으나 좌절된 것으로 보인다.

## 저작

### 저서
- 《직성행년편람》
- 《법규류편 속일》

### 역서
- 《춘향전》프랑스어 번역본
- 《심청전》프랑스어 번역본, (Le Bois sec refleuri), 1895 Gallica

## 비판
일본을 통해 개화를 하려고 했던 좁은 안목으로 세상을 보았던 김옥균은 세제 개혁이 혁명의 핵심이라고 보았지만, 최초의 프랑스 유학생이었고 김옥균보다 더 큰 안목으로 출발해 프랑스까지 다녀왔던 홍종우는 넓은 세상을 보았음에도 불구, 군주제 수호가 첫째이고 세제개혁은 관심이 없었다.
부국강병의 국가를 통해 조선을 독립국가로 유지하려고 한 점이 달랐다. 김옥균과 홍종우 모두 개화가 조선에 필요하다는 점에서는 같았으나, 방법론이 달라 프랑스에서 개화에 대해 더 많이 배웠던 홍종우는 국가의 미래보다는 군주제 유지를 위한 암살자로만 기억되게 되었다.

## 기타
그의 김옥균 암살 사건이 "청일전쟁의 원인을 제공했다"는 시각도 있다. 김옥균 암살 계획을 미리 감지한 쪽은 일본 정부였으며, 그의 암살을 애써 저지하지 않았던 것은 사실이다. 한때 김옥균을 근대화의 선구자 운운하며 전폭적으로 지원한 일본이었지만, 김옥균이 정변에 실패하고 자객에게 쫓기는 몸이 되었다. 조선의 근대화에 일본을 이용하는 데만 뜻이 있었던 김옥균이 조선의 일본식민지화 야욕에도 태클을 걸 것임이 분명했다. 김옥균이 상하이에서 홍종우의 손으로만 암살당하자 일본 정부와 언론은 일제히 호들갑을 떨기 시작했다. 마치 암살 당하기만을 바라고 있었던 것처럼 그를 애도하고, 의연금을 모으고, 시체 수습 문제를 협의하는 등 재빠르게 움직였다. 그러나 그건 어디까지나 자기들의 조선 내 입지를 강화하기 위한 언론 플레이이었을 뿐이다.
한편 조선은 김옥균 암살이 국가의 경사라고 큰 의미를 부여했다. 홍종우가 돌아오자 고종이 버선발로 뛰어나와 맞았다는 일화가 있을 정도였다. 홍종우는 단번에 실력파 황실 관료로 부상한다. 그로서는 프랑스에서 외롭게 공부하며 조선을 근대 국가로 발돋움시키겠다는 결연한 의지를 실행에 옮길 좋은 기회였을 것이다. 상하이에서 암살 사건이 일어난 것은 김옥균을 '친일'로 간주했던 청이 그의 암살을 도운 결과였다. 그리하여 일본은 김옥균은 일본인이나 다름없고, 일본 여관에서 사건이 일어난 만큼 사건 관할은 일본에 있다고 주장 해가며, 암살을 '방치'한 청국 정부를 맹비난했다. 그러나 사실상 김옥균 암살의 공모자나 다름 없던 청은 홍종우의 신원을 확인한 다음 조선 정부의 요구 대로 홍종우와 김옥균 시신을 조선에 넘겼다.
조선과 청은 일본의 속내를 꿰뚫지 못했다. 만국공법과 같은 허울 좋은 세계 공존론을 맹신하며 그것이 일본제국주의의 조선 침투를 막아 주리라고, 그리하여 결과적으로 청의 조선에 대한 종주권을 유지시켜 주리라고 안이하게 예상하고 있었다. 조선 침략, 나아가 대륙 침략의 기회를 호시탐탐 노리던 일본에게 김옥균 암살 사건은 자신들의 조선내 존재의 명분을 강화시켜 준것이라고 일본은 주장하지만 핑계일뿐이다. 결정적 원인은 그 해 일어난 동학 농민 운동에 의해 서로 간에 맺혀 있는 청일 양국으로만의 톈진 조약을 발효 직후에 즉시 파기하였던 청과 일본은 한반도 조선 땅에서만 정면으로 부딪친다. 이것이 바로 청일전쟁이다.

## 참고 자료
- 《그래서 나는 김옥균을 쏘았다》[7]
- '내가 김옥균을 쏜 이유 - 최초의 프랑스 유학생 홍종우', 한국사傳, KBS, 2007.8.18. 방영

## 같이 보기
- 황국협회
- 박영효
- 김옥균

## 참고 문헌
- 고종실록
- 순종실록
- 고종시대사